# اینزبروک (ویرجینیا)
اینزبروک (به انگلیسی: Innsbrook) یک منطقهٔ مسکونی در ایالات متحده آمریکا است که در شهرستان هنریکو، ویرجینیا واقع شده‌است. اینزبروک ۱۱٫۵ کیلومتر مربع مساحت و ۷٬۷۵۳ نفر جمعیت دارد.